# Могилите
Могилите е село в Северна България, намира се в община Трявна, Габровска област.
Старото име на селото е Бумалча и е било сред най-китните български села.
Към 1934 г. селото има 21 жители, но обезлюдява внезапно през 1964 година без обяснение. Поради тази причина около мястото непрекъснато витаят различни легенди и предания, но все пак жители на съседни села мислят, че причината се крие в демографската криза.
В днешно време няма постоянно население. Влиза в землището на с. Престой.